# 淺井ひろみ
淺井 ひろみ（あさい ひろみ、本名: 井関 洋美、1961年7月26日 - ）は、ロックバンドMULTI MAXのメンバー。別名、HIROMI（ひろみ）。愛媛県南宇和郡愛南町出身。
担当はヴォーカル、コーラス。自らも何曲か楽曲を手掛けている。現在バンドは活動休止中。ソロデビューも果たしている。また字体等の関係で"浅井"表記の場合もある。
なお、病気療養中のため音楽活動を休止中であったが、ソフトランディングとは言え、2008年より活動を再開している。

## 略歴
- 1981年、ヤマハ音楽振興会主催「ヤマハヴォーカルオーディション ザ・デビュー」で優勝。この頃からCHAGE and ASKAのCHAGEにその歌声を買われ、チャゲアスのレコーディングにも参加。
- 1988年、シングル「YOU BAD」アルバム「ORIGIN」でデビュー。
- 1989年、ミュージカル「火の鳥」に出演。CHAGEの呼びかけで村上啓介とともに3人でMULTI MAXを結成。シングル「SOME DAY」にてデビュー。
- 1993年、シングル「南風に抱かれて」、アルバム「ひまわり」同時リリースにて再びソロデビュー。
- 1996年、MULTI MAX活動休止。
- 1999年、シングル「地平線が呼んでいる」リリース。チャゲアスのカウントダウンライブに飛び入り参加。
- 2000年、限定ライブ盤CDをリリース。貴重なアマチュア音源も収録されている。
- 2009年、「淺井ひろみ」から「HIROMI」に改名。
- 2010年、アルバム「〜さくら〜」をリリース。

## エピソード
- 振付師である土居甫とは親戚である。

## ディスコグラフィー

### シングル
1. YOU BAD （1988年2月25日） c/w「TELEPHONE」
2. 南風に抱かれて （1993年5月21日） c/w「あの胸のときめきを ~Follow you~」
3. Voice in the Voice （1994年10月5日） c/w「Brand-new Sunshine」
4. 生まれてはじめて （1995年7月21日） c/w「水のような心」
5. Fussa Report 1992 （1995年10月21日） c/w「Be a Woman」
6. 天使の翼 （1996年6月21日） c/w「宇宙と背中と口笛と」
7. White Snow （1996年11月5日） c/w「Sending my love」
8. 地平線が呼んでいる （1999年8月25日） c/w「America」「LOVE HAS NO PRIDE」

### アルバム
1. ORIGIN （1988年2月25日）
2. ひまわり （1993年5月21日）
3. Dear Friends （1993年11月5日）
4. From Now （1994年11月5日）
5. Be a Woman （1995年11月5日）
6. HIROMI ASAI （2000年12月xx日）
7. 〜さくら〜 （2010年07月17日）｛ただし限定版（100枚）インディーズレーベル｝